# Liste der saarländischen Ministerpräsidenten

Standarte des Ministerpräsidenten des Saarlandes

Der Ministerpräsident des Saarlandes führt den Vorsitz in der saarländischen Landesregierung und leitet ihre Geschäfte. Er wird gem. Art. 87 Abs. 1 der Verfassung des Saarlandes von 1947 mit der Mehrheit der gesetzlichen Mitgliederzahl des saarländischen Landtages für die gesamte Wahlperiode gewählt.

## Liste
| Amtszeit                                                        | Ministerpräsident                   | Partei    | Regierung                                             | Anmerkungen | Bild                       |
| --------------------------------------------------------------- | ----------------------------------- | --------- | ----------------------------------------------------- | --- | -------------------------- |
| 4. Mai 1945 – 8. Oktober 1946                                   | Hans Neureuter (1901–1953)          |           | Regierungspräsident der französischen Regierung       | Ernennung durch den US-Befehlshaber in Saarbrücken Oberst Louis G. Kelly, Entlassung durch den französischen Militärgouverneur Gilbert Grandval |                            |
| 20. Oktober 1946 – 20. Dezember 1947                            | Erwin Müller (1906–1968)            | CVP       | Vorsitzender der Verwaltungskommission des Saarlandes | |                            |
| Saarland mit der Verfassung von 1947 als autonomes Gebiet:      |                                     |           |                                                       | |                            |
| 15. Dezember 1947 – 23. Oktober 1955                            | Johannes Hoffmann (1890–1967)       | CVP       | Kabinett Hoffmann I, II, III, IV                      | |                            |
| 29. Oktober 1955 – 10. Januar 1956                              | Heinrich Welsch (1888–1976)         | parteilos | Kabinett Welsch                                       | Übergangskabinett |                            |
| 10. Januar 1956 – 26. März 1957                                 | Hubert Ney (1892–1984)              | CDU       | Kabinett Ney                                          | |                            |
| Saarland nach dem Beitritt zur Bundesrepublik Deutschland 1957: |                                     |           |                                                       | |                            |
| 4. Juni 1957 – 23. April 1959                                   | Egon Reinert (1908–1959)            | CDU       | Kabinett Reinert I, II                                | Im Amt verstorben |                            |
| 30. April 1959 – 26. Juni 1979                                  | Franz-Josef Röder (1909–1979)       | CDU       | Kabinett Röder I, II, III, IV, V, VI                  | Im Amt verstorben |                            |
| 26. Juni 1979 – 5. Juli 1979                                    | Werner Klumpp (1928–2021)           | FDP       | Kabinett Röder VI                                     | kommissarisch |                            |
| 5. Juli 1979 – 9. April 1985                                    | Werner Zeyer (1929–2000)            | CDU       | Kabinett Zeyer I, II                                  | Amtsverlust durch Wahlniederlage |                            |
| 9. April 1985 – 27. Oktober 1998                                | Oskar Lafontaine (* 1943)           | SPD       | Kabinett Lafontaine I, II, III                        | Rücktritt wegen bevorstehender Ernennung zum Bundesminister der Finanzen                                                                        |                            |
| 27. Oktober 1998 – 10. November 1998                            | Christiane Krajewski (* 1949)       | SPD       | Kabinett Lafontaine III                               | kommissarisch |                            |
| 10. November 1998 – 28. September 1999                          | Reinhard Klimmt (* 1942)            | SPD       | Kabinett Klimmt                                       | Amtsverlust durch Wahlniederlage |                            |
| 28. September 1999 – 9. August 2011                             | Peter Müller (* 1955)               | CDU       | Kabinett Müller I, II, III                            | Rücktritt wegen bevorstehender Wahl zum Richter des Bundesverfassungsgerichts                                                                   |                            |
| 9. August 2011 – 10. August 2011                                | Christoph Hartmann (* 1972)         | FDP       | Kabinett Müller III                                   | kommissarisch | Christoph Hartmann         |
| 10. August 2011 – 28. Februar 2018                              | Annegret Kramp-Karrenbauer (* 1962) | CDU       | Kabinett Kramp-Karrenbauer I, II, III                 | Rücktritt wegen Wahl zur Generalsekretärin der CDU                                                                                              | Annegret Kramp-Karrenbauer |
| 28. Februar 2018 – 1. März 2018                                 | Anke Rehlinger (* 1976)             | SPD       | Kabinett Kramp-Karrenbauer III                        | kommissarisch | Anke Rehlinger             |
| 1. März 2018 – 25. April 2022                                   | Tobias Hans (* 1978)                | CDU       | Kabinett Hans                                         | Amtsverlust durch Wahlniederlage | Tobias Hans                |
| Seit 25. April 2022                                             | Anke Rehlinger (* 1976)             | SPD       | Kabinett Rehlinger                                    | | Anke Rehlinger             |